# Landkreis Kałusz
Powiat Kałusz (niem. Landkreis Kałusz, Kreishauptmannschaft Kałusz, pol. powiat kałuski) – jednostka podziału administracyjnego Generalnego Gubernatorstwa w latach 1941–1943, wchodząca w skład dystryktu galicyjskiego. Siedziba dystryktu znajdowała się w Kałuszu.
Tereny obwodu stanisławowskiego zostały zajęte przez wojska niemieckie w czerwcu 1941. Galicja Wschodnia weszła 1 sierpnia 1941 w skład Generalnego Gubernatorstwa pod nazwą Dystrykt Galicja na mocy dekretu Adolfa Hitlera z 1 sierpnia 1941. Niemieckie władze wojskowe sprawowały władzę do 5 sierpnia 1941, kiedy to utworzono Landkreis Kałusz z ukraińskich rejonów kałuskiego i dolińskiego.
1 sierpnia 1943 Landkreis Kałusz zniesiono, włączając jego obszar do:
- Landkreis Stanislau – miasto Kałusz oraz gminy Hołyń, Niebyłów, Łdziany, Nowica, Tomaszowce, Wierzchnia, Wistowa i Wojniłów;
- Landkreis Stryj – miasto Dołyna oraz gminy Krechowice, Perehińsko, Rożniatów, Spas, Trościaniec, Wełdzirz i Witwica.